# بردان (رصد)

تعديل مصدري - تعديل

بردان هي إحدى قرى عزلة القارة بمديرية رصد التابعة لمحافظة أبين، بلغ تعداد سكانها 195 نسمة حسب تعداد اليمن لعام 2004.